# Giovanni Prati
Giovanni Prati (Dasindo, provincia de Trento, 27 de enero de 1815 - Roma, 9 de mayo de 1884) fue un poeta italiano.

## Biografía
Prati nació en Dasindo, que en ese entonces era parte del Imperio austríaco, estudió derecho en Padua. Siguiendo una carrera literaria, fue inspirado por un sentimiento anti austríaco y devooción por la Casa de Saboya. Sus ideales le generaron varios problemas, hasta el punto en que Francesco Domenico Guerrazzi lo expulsó de Toscana en 1849 por sus elogios a Carlos Alberto de Cerdeña. 
En 1862 fue elegido como diputado del parlamento italiano, y en 1876 como senador. Murió en Roma el 9 de mayo de 1884. Prati fue un poeta prolífico, sus trabajos varían desde la narración romántica Ermenegarda (1841) hasta las compilaciones líricas Psiche (1875) y Iside (1878).